# Lagata
Lagata è un comune spagnolo di 157 abitanti situato nella comunità autonoma dell'Aragona.